# Cortal Consors
 (mai 2011).
Si vous disposez d'ouvrages ou d'articles de référence ou si vous connaissez des sites web de qualité traitant du thème abordé ici, merci de compléter l'article en donnant les références utiles à sa vérifiabilité et en les liant à la section « Notes et références ».
Cortal Consors, marque de BNP Paribas, était une banque spécialisée dans l'épargne et le courtage en ligne pour les particuliers.
Présent en Allemagne, en France et en Espagne, Cortal Consors a été créée au début des années 1980, en se présentant comme « la première banque sans guichet ». En septembre 2015, les activités de Cortal Consors ont été arrêtées à la suite de la réorganisation de BNP Paribas afin de ne garder qu'une banque en ligne dans le groupe.

## Historique
(novembre 2014).
1985 : création par la Compagnie Bancaire de la banque Cortal, société spécialisée dans la commercialisation directe de produits d'épargne, sans agence.
1987 : création du Compte Optimal, premier compte chèque rémunéré en France.
1989 : lancement de France 40, premier  FCP indiciel indexé sur la Bourse de Paris ouvert au grand public.
1992 : lancement de Cortal en Belgique. Lancement du Contrat Majeur (assurance vie multi-support) et du  Plan d'Epargne en Actions.
1993 : les banques Paribas Luxembourg et Cortal s'associent pour créer Cortal Bank au Luxembourg. Lancement du service Action, qui permet le passage d'ordres de Bourse par téléphone ou par fax, ainsi que par minitel 24 h/24.
1994 : la Centrale des placements, service en architecture ouverte permettant d'accéder à l'ensemble des Sicav du marché (Prix de l'Innovation Financière).
1996 : création de la Sicav des Sicav, produit composé d'une sélection des meilleures Sicav du marché.
1997 : mise en place d'un partenariat avec ABSA (Amalgamated Banks of South Africa), création de Cortal Direct à Johannesbourg. 
1998 : consultation des comptes bancaires sur Internet. Passage d'ordres de Bourse en direct sur les marchés avec cortal.net. Cortal Warning: premier système en Europe d'alertes personnalisées sur l'évolution des cours de la Bourse, par téléphone ou par e-mail.
1999 : rachat d'Axfin (service de bourse en ligne créé par Thierry Leyne). Création de e-cortal: premier service boursier paneuropéen sur internet; accès à 7 places boursières (Francfort, Londres, Amsterdam, Madrid, Milan, Zurich) ainsi qu'au Nasdaq et au Dow Jones.
2000 : adhésion à la Bourse de Paris, afin de passer les ordres de Bourse directement sur les marchés. Implantation d'une succursale à Madrid (Espagne). En 2000 Cortal est le premier courtier en ligne français avec 65 % de parts de marché en nombre de comptes et 37 % de part de marché en nombre d'ordres exécutés.
2001 : lancement du Compte à Terme à 3 mois, rémunéré à 5,5 %.
2002 : rapprochement de Cortal avec Consors, société allemande spécialisée dans le courtage en ligne pour les particuliers.
2003 : Cortal devient Cortal Consors, présent en Allemagne, France, Espagne, Belgique, Luxembourg et Italie. La banque compte 1117 collaborateurs en Europe. Nouveau logo. Lancement en France du logiciel Active Trader.
2004 : lancement du Livret €.
2005 : rapprochement de Cortal Consors avec Cardif Direct. Lancement de Garantiss'immo, premier fonds immobilier garanti. Lancement de la gamme OPEN, fonds de fonds avec 4 profils, accessible en direct ou via un contrat d'assurance-vie multi-support.
2008 : lancement de Tradegate, puis de l'IS BNP Paribas : première solution française de passage d'ordre de 8 h à 22 h, à tarif modéré, sur différentes places mondiales. Lancement de G12 : compte à terme garanti 12 mois, proposant un nouveau taux tous les lundis.
2009 : lancement de l'Achat d'Or physique en ligne : solution d'achat de lingots et de Napoléons sur le site web de la banque. Les acheteurs ont le choix de retirer l'or acquis ou de le conserver dans un coffre-fort sécurisé (Prix de l'Innovation 2009 du Forum de l'Investissement). Au Luxembourg, Cortal Consors Luxembourg devient BNP Paribas Personal Investors en juillet 2009.   
2010 : lancement de l'application iPhone l’AppliBourse : première application en Europe à permettre le passage d'ordres de Bourse en streaming depuis un téléphone mobile. Lancement de la communauté boursière Hopee.fr : service combinant une plateforme de publication des recommandations boursières de ses membres, ainsi qu'un système d'évaluation de la véracité de ces recommandations. Un taux de réussite est attribué à chaque membre en fonction de la fiabilité de ses conseils (Prix de l'Innovation 2010 du Forum de l'Investissement).
2014 : fusion-absorption au sein de BNP Paribas. 
2015 : transfert des comptes Cortal Consors en France vers Hello Bank!, filiale de BNP Paribas. 
2016 : Cortal Consors cesse son activité française en mai 2016. 
L'activité continue de se développer à l'étranger au sein du métier BNP Personal Investors.